# 764 TCN
764 TCN là một năm trong lịch La Mã.